# IPod classic
El iPod classic fue un reproductor portátil de multimedia, diseñado y comercializado por Apple Inc. Fue retirado el 9 de septiembre de 2014 del mercado estadounidense en primera instancia tras el lanzamiento del iPhone 6 y del iPhone 6 Plus. 
Tenía capacidad para almacenar hasta 160 GB en un disco duro. Incluía una interfaz distinta a sus predecesores, a doble pantalla, en la que aparecen los menús y las carátulas de los discos. Su diseño era metalizado, existiendo en los colores plata, blanco y negro.

## Características
Al igual que el iPod Nano (a partir de su tercera generación), permitía buscar los álbumes a través de sus portadas. Su tamaño era menor que el de las versiones anteriores. Sus dimensiones eran 103,5 mm de altura, 61,8 mm de anchura, 10,5 mm de grosor. El empaque incluía auriculares, cable USB y adaptador para el dock. En el iPod classic podías llevar hasta 40.000 canciones, 200 horas de vídeo o 25.000 fotos
Tenía una pantalla LCD en color de 2,5 pulgadas con retroiluminación por LED, con una resolución de 320 por 240 píxel. Podía reproducir vídeos en formatos mp4, m4v y mov. También reproducía los formatos de audio aac (de 16 a 320 Kb/s), AAC protegido (de la iTunes Store), mp3 (de 16 a 320 Kb/s), mp3 vbr, audible (formatos 2, 3 y 4), Apple Lossless, wav y aiff.
Puede mostrar distintos tipos de caracteres simultáneamente, y el menú puede verse en los idiomas alemán, checo, chino simplificado y tradicional, coreano, danés, español, finés, francés, griego, húngaro, inglés, italiano, japonés, neerlandés, noruego, polaco, portugués, ruso, sueco y turco. Los límites de volumen son configurables.

## Modelos y generaciones

### Tabla comparativa
| Modelo/Generación | Modelo/Generación                   | Imagen  | Capacidad             | Cambios introducidos | Conexión                                  | Fecha de lanzamiento    |
| ----------------- | ----------------------------------- | ------- | --------------------- | --- | ----------------------------------------- | ----------------------- |
| iPod              | 1G                                  | iPod 1G | 5, 10 GB              | Primera Edición. Con clic wheel mecánica. | FireWire                                  | 23 de octubre de 2001   |
| iPod              | 2G                                  | iPod 2G | 10, 20 GB             | Navegador sensitivo. FireWire con tapa. | FireWire                                  | 17 de julio de 2002     |
| iPod              | 3G                                  | iPod 3G | 10, 15, 20, 30, 40 GB | Dock Conector. Conector de base. Botones alineados. | FireWire (USB para sincronizar solamente) | 28 de abril de 2003     |
| iPod              | 4G photo                            | iPod 4G | 20, 30, 40, 60 GB     | Botones integrados al "touch wheel". Pantalla en color con visualizador de fotos | FireWire o USB                            | Julio de 2004           |
| iPod              | 5G video                            | iPod 5G | 30, 60, 80 GB         | 1,1 cm de grosor. Pantalla de 2,5 pulgadas. Solo incluye auriculares y cable USB y adaptador para el dock. | USB (FireWire únicamente para carga)      | 12 de octubre de 2005   |
| iPod              | 6G iPod classic                     | iPod 6G | 80, 160 GB            | 10,05 mm (80GB) / 10,35 mm (160GB) de grosor. Pantalla de 2,5 pulgadas. Solo incluye auriculares, cable USB y adaptador para el dock.                                                                                        | USB (FireWire únicamente para carga)      | 5 de septiembre de 2007 |
| iPod              | 6.5G iPod classic                   | iPod 6G | 120 GB                | 10,35 mm de altura, 61,8 mm de anchura, 10,5 mm de grosor. Pantalla LCD en color de 2,5 pulgadas con retroiluminación por LED (320 por 240 píxeles a 163 ppp). Solo incluye auriculares, cable USB y adaptador para el dock. | USB                                       | 9 de septiembre de 2008 |
| iPod              | 6.5G iPod classic (Renovación 2009) | iPod 6G | 160 GB                | 10,35 mm de altura, 61,8 mm de anchura, 10,5 mm de grosor. Pantalla LCD en color de 2,5 pulgadas con retroiluminación por LED (320 por 240 píxeles a 163 ppp). Solo incluye auriculares, cable USB y adaptador para el dock. | USB                                       | 9 de octubre de 2009    |